# Жорж Меєр
Жорж Меєр (фр. Georges Meyer, справжнє ім'я і прізвище Жозеф-Луї Мундвіллер, фр. Joseph-Louis Mundwiller, 10 квітня 1886, Мюлуз, Ельзас — 9 липня 1967, Анг'ян-ле-Бен, Франція) — французький кінооператор, працював у Росії, один з піонерів російського кінематографа.

## Робота в Росії
Коли придворний кінооператор Романових Болеслав Матушевський поїхав до Варшави, виявилося, що придворні фотографи погано володіють технікою кінозйомки. Так як при російському царському дворі говорили тільки по-німецьки, стали шукати німецького інструктора. Мундвіллер був ельзасець. Його і запросили як німця до двору.
З 1907 по 1914 рр. під псевдонімом Жорж Меєр працював у Росії — спочатку помічником придворного кінооператора, потім в російському відділенні фірми «Брати Пате», а пізніше в торговому домі П. Тиман і Ф. Рейнгардт.
Він знімав царську хроніку, зняв напівігровий фільм «Донські козаки». Працював над серією видових картин під загальною назвою «Мальовнича Росія». Йому також належать зйомки Льва Толстого (1909—1910).
За час роботи в ігровому кінематографі в Росії з осені 1909 року зняв близько 70 фільмів.
Зробив великий вплив на розвиток російської кінооператорської школи.
1914 року з початком Першої світової війни був висланий з Росії і під своїм справжнім прізвищем продовжив роботу як кінооператор у Франції.

## Фільмографія
- 1907 — Донські козаки
- 1909 — Ухар-купець
- 1909 — Українська легенда
- 1909 — Вій
- 1909 — Москва в сніжному оздобленні
- 1910 — Поєдинок
- 1910 — Петро Великий
- 1910 — Марфа-Посадниця
- 1910 — Мара
- 1910 — Лейтенант Ергунов
- 1910 — Лехаїм — сценарист (автор ідеї) і оператор
- 1910 — Княжна Тараканова
- 1910 — Анна Кареніна
- 1911 — Казка про рибака і рибку
- 1911 — С плахи під вінець
- 1911 — Роман з контрабасом
- 1911 — У дні гетьманів
- 1912 — Догляд великого старця
- 1912 — Таємниця будинку № 5
- 1912 — Наречений
- 1912 — 1812
- 1913 — Любов японки
- 1913 — Гайда, трійка